# Capitão-de-bigode-carijó
Capitão-de-pintas-pretas ou capitão-de-bigode-carijó (nome científico: Capito niger) é uma espécie de ave piciforme da família Capitonidae.
Pode ser encontrada no Brasil, Guiana Francesa e Venezuela. Os seus habitats naturais são: florestas de terras baixas úmidas tropicais ou subtropicais.